# Nicolas de Catinat
Nicolas de Catinat de La Fauconnerie (ur. 1 września 1637 w Paryżu, zm. 22 lutego 1712 w Saint-Gratien) – marszałek Francji w epoce Ludwika XIV.
W 1660 wstąpił do ekskluzywnego pułku gwardii królewskich (Gardes Françaises) i wyróżnił się podczas oblężenia Lille w 1667. W 1677 został komendantem twierdzy w Dunkierce, w 1680 uzyskał rangę generała brygady (maréchal de camp), a w 1688 awansowany został na generała porucznika. Z sukcesami uczestniczył w kampaniach we Flandrii podczas francuskiej wojny z koalicją (1676-1678), następnie zwalczał waldensów (1686), a po udziale w oblężeniu Philippsburga na początku wojny palatynackiej, został mianowany naczelnym wodzem wojsk francuskich na południowym teatrze wojny. W 1690 najechał Sabaudię, a w 1691 zdobył Niceę i Carmagnolę. Dwukrotnie pokonał siły sabaudzkiego księcia Wiktora Amadeusza II: najpierw w bitwie pod Staffardą, a następnie odnosząc zwycięstwo pod Marsaglią.
W 1696 skłonił władcę Sabaudii do zawarcia sojuszu z Francją. W 1693 otrzymał buławę marszałka Francji. Na początku hiszpańskiej wojny sukcesyjnej dowodził operacjami w północnych Włoszech, będąc jednak ograniczony w działaniach zarówno instrukcjami dworu, jak i słabością przydzielonych mu sił. W czerwcu 1701 został pobity przez wojska cesarskie ks. Eugeniusza Sabaudzkiego i zmuszony do odwrotu spod Carpi. Po tej porażce zastąpił go książę de Villeroi, którego komendzie podlegał już w bitwie pod Chiari.
Pośmiertnie zbiór jego wspomnień wraz z korespondencją opublikowano w 1819 (Mémoires et correspondances du maréchal de Catinat).